# Le Grand-Saconnex
Le Grand-Saconnex är en ort och kommun i kantonen Genève, Schweiz. Kommunen har 12 806 invånare (2023). Den ligger på gränsen till Frankrike. Le Grand-Saconnex är i sin helhet tätbebyggd och utgör en förort till staden Genève. Genèves internationella flygplats ligger delvis inom kommunens gränser.